# Georges Wilbert Franck
Georges Wilbert Franck est un homme politique et professeur d'université haïtien. Il est ministre des Affaires sociales et du Travail depuis le 12 juin 2024 dans le gouvernement Garry Conille (2).

## Biographie
Georges Wilbert Franck, né le 26 juin 1975 à Kins, une petite localité de Petite Rivière Saint-Jean du Sud, est un éducateur, syndicaliste et homme politique haïtien. Il a grandi dans une famille monoparentale sous la garde de sa grand-mère Inélie Alexandre et de sa mère Marie Marthe Julien. Son parcours académique a commencé dans deux écoles privées locales, Géradin Yacinth et Maryse, avant d'intégrer l'École nationale de Petite-Rivière où il obtient son certificat d'études primaires en 1990.
Après avoir complété sa troisième secondaire au lycée de Saint-Jean-du-Sud, il s’est rendu à la ville des Cayes pour achever ses études classiques au lycée Philippe-Guerrier en 1999. Pendant ses études secondaires, Georges Wilbert Franck a commencé à enseigner dans le primaire entre 1996 et 1999 dans une école chrétienne à Simon Cité Lumière, puis au Collège adventiste des Cayes.
En 1999, après s’être installé à Port-au-Prince, il a brièvement envisagé des études en agronomie avant de se réorienter vers l'École normale supérieure où il a étudié les lettres modernes. Son passage à l'université a été marqué par une forte implication associative, notamment en tant que Président de l'Association des Universitaires du Sud (AUS) et secrétaire du conseil des étudiants de l'ENS. Parallèlement à ses études, il a enseigné au lycée Louis-Joseph-Janvier à Carrefour.
De 2002 à 2005, Georges Wilbert Franck poursuit une spécialisation en didactique du français langue étrangère (FLE) à l'université de Rouen en France, où il obtient une licence, une maîtrise en didactique du FLE et un master degree en diffusion, échanges et coopération culturelle internationale. À son retour en Haïti en 2006, il entame des études en science politique à l'Institut national d'administration de gestion et des Hautes études internationales (INAGHEI).
Depuis 2006, Georges Wilbert Franck a contribué à l'enseignement supérieur, prêtant ses services à diverses universités haïtiennes dont l'université Valparaiso, l'université Quisqueya (UniQ), l'université de Port-au-Prince (UP) et l’université épiscopale d'Haïti (UNEPH).[réf. nécessaire] Son expertise en formation des enseignants et des cadres de l’éducation a fait de lui une figure clé dans le secteur éducatif haïtien.
En 2013, il intègre la direction de formation et du perfectionnement (DFP) au sein du ministère de l'Éducation nationale et de la Formation professionnelle (MENFP), où il est promu directeur technique en 2021. Le 12 juin 2024, Georges Wilbert Franck quitte ce poste pour devenir ministre des Affaires sociales et du Travail .

## Parcours politique
En tant que syndicaliste, Georges Wilbert Franck s’est illustré par plus de 20 ans de militance, défendant notamment le droit à l'éducation et la démocratie. Il a été coordonnateur général de l'Union nationale de normaliens et éducateurs d'Haïti (UNNOEH) de 2009 à 2021 et dirige depuis 2020 le Groupe de la Société civile (GSC). Il a joué un rôle important dans plusieurs négociations syndicales, aboutissant à des accords importants entre le MENFP et les syndicats d'enseignants.
Il est également l’un des signataires de l'accord du 4 avril 2024, qui aboutit à la formation d'un gouvernement de transition dirigé par Garry Conille.